# Wolf Klaußner
Wolf Klaußner, född 3 oktober 1930 i Lichtenau (Mittelfranken) död 3 april 2005, var en tysk författare.
Klaußner gick på Humanistische Gymnasium i Ansbach och Nürnberg och studerade engelska i Erlangen och München. Han arbetade som lärare och översättare. Vid 18 års ålder började han skriva prosa. Ett vanligt tema han skrev om var fascismens uppgång och fall i Tyskland.
För boken "Hurra, fienden är här!" fick han Europeiska ungdomsbokspriset och 1997 fick han "mästarbrev" av författarföreningen "Werkkreis Literatur der Arbeitswelt". Den 1 maj 2001 blev han medlem i "Pegnesischen Blumenordens".

## Verk
- 1973: Die Hochzeit des Origines. Nyupplaga 1999.
- 1976: Aktennotiz.
- 1976: Wolf von Lichtenau.
- 1979: Jüppa und der Zigeuner (Hurra, fienden är här!)
- 1981: Nachbarschaft.
- 1982: Biographische Belustigungen.
- 1986: Lockwood.
- 1987: Die Lettern des Herrn Corvinus.
- 1990: Mittelfränkisches Märtyrertreffen.
- 1991: Zum Grünen Baum.
- 2000: Lebensläufe.